# Hold It Against Me
"Hold It Against Me" je pjesma američke pjevačice Britney Spears. Objavljena je 11. siječnja 2011. godine kao prvi i najavni singl za njezin nadolazeći sedmi studijski album Femme Fatale. Pjesmu su napisali Max Martin, Lukasz Gottwald, Bonnie McKee i Mathieu Jomphe, dok su producenti Dr. Luke, Max Martin i Billboard.

## Uspjeh pjesme
Dana 10. siječnja 2011. godine pjesma je na radiju u SAD-u puštena 619 puta i oborila rekord. Pjesma je debitirala na finskoj ljestvici singlova na 11. poziciji, također se plasirala na šestoj poziciji u Irskoj. Prema Billboardu pjesma bi se u prvom tjednu mogla prodati u 400.000 primjeraka.
Za tjedan 29. siječanja 2011., "Hold It Against Me" je debitirala na prvom mjestu Billboard Hot 100, što Spearsovu čini drugim izvođačem u povijesti liste s više pjesama u prvom tjednu od objavljivanja na prvom mjestu, iza Mariah Carey. Singl je osamneasta pjesma u povijesti koja je debitirala na prvom mjestu i Spearsin četvrti broj 1 singl ("...Baby One More Time", "Womanizer", "3" i "Hold It Against Me"). "Hold It Against Me" je također debitirala na prvom mjestu Billboardove Hot Digital Songs, s 410.000 digitalnih preuzimanja. Na listi Radio Songs, pjesma je debitirala na broju 23. s 45 milijuna puštanja u prvom tjednu.
Singl je također debitirao na prvom mjestu Canadian Hot 100, što je njezin četvrti kanadski broj 1 singl, kao i četvrta pjesma u povijesti kanadske liste koja je debitirala na prvom mjestu. "Hold It Against Me" je debitirala na 1. mjestu u Danskoj i Finskoj.

## Popis pjesama
Digitalno preuzimanje
1. "Hold It Against Me" - 3:49

## Glazbeni video
Glazbeni video za "Hold It Against Me" počeo se snimati u trećem tjednu siječnja 2011. Jonas Åkerlund je izabran kao redatelj spota (prethodno je režirao spotove za pjesme "Telephone" i "Paparazzi" Lady Gage, "Celebration" Madonne i "Beautiful" Christine Aguilere). Brian Friedman je izabran za koreografa. Audicije za plesače su održane 22. prosinca 2010., a od plesača se tražilo poznavanje plesnih pokreta iz spota za pjesmu "Criminal Intent" švedske pjevačice Robyn. Glazbeni video za pjesmu je premijerno prikazan na MTV-u 17. veljače 2011.

## Ljestvice
| Ljestvice (2011.)       | Najviša pozicija |
| ----------------------- | ---------------- |
| Australija              | 4                |
| Belgija (Flandrija)     | 2                |
| Belgija (Valonija)      | 1                |
| Češka                   | 35               |
| Danska                  | 1                |
| Finska                  | 1                |
| Francuska               | 3                |
| Irska                   | 5                |
| Italija                 | 2                |
| Kanada                  | 1                |
| Nizozemska              | 20               |
| Norveška                | 2                |
| Novi Zeland             | 1                |
| SAD (Billboard Hot 100) | 1                |
| SAD (Pop Songs)         | 10               |
| Slovačka                | 15               |
| Španjolska              | 6                |
| Švedska                 | 10               |
| Ujedinjeno Kraljevstvo  | 6                |